# Antoinette av Monaco
Antoinette av Monaco (Antoinette Louise Alberte Suzanne Grimaldi), född 28 december 1920 i Paris, död 18 mars 2011 i Monaco, var en monegaskisk prinsessa, syster till furst Rainier III av Monaco. Hon bar titlarna grevinna av Polignac och baronessa av Massy.

## Biografi
Antoinette var dotter till prinsessan Charlotte av Monaco och den franske greven Pierre de Polignac. 
Under andra världskriget förorsakade hennes önskan att gifta sig med en tysk löjtnant Winter ur ockupationsstyrkan en nationell kris. Hennes morfar Ludvig II av Monaco gav dock inte sitt tillstånd med hänvisning att ett eventuellt äktenskap för henne i vilket fall som helst borde vänta till efter kriget. 
Antoinette representerade mycket i sin roll som första dam åren 1944-46, och sedan en andra gång efter brodern Rainiers trontillträde 1949 och före hans giftermål 1956. 
Hon spelade under denna tid en viss politisk roll. Då broderns dåvarande fästmö Gisele Pascal ryktades vara steril, stod Antoinette och hennes son Christian först i raden av tronarvingar, och hon ska vid denna tid ha planerat en statskupp för att ta makten med hänvisning till att brodern saknade arvingar och att hennes gren av familjen då i alla fall skulle ärva tronen. Rainers brytning med Pascal, äktenskapet med Grace Kelly 1956 och födelsen av hans första barn året därpå, gjorde dock att grunden för Antoinettes politiska planer försvann.

## Referencer
Den här artikeln är helt eller delvis baserad på material från franskspråkiga Wikipedia, tidigare version.